# Trichocatantops villosus
Trichocatantops villosus är en insektsart som först beskrevs av Karsch 1893.  Trichocatantops villosus ingår i släktet Trichocatantops och familjen gräshoppor. Inga underarter finns listade i Catalogue of Life.